# Chapter One: The River's Edge
Chapter One: The River's Edge es el episodio piloto de la serie de televisión Riverdale, que se estrenó en The CW el 26 de enero de 2017. Fue escrito por el jefe creativo Roberto Aguirre-Sacasa, y dirigido por Lee Toland Krieger. La historia sigue a Archie Andrews (KJ Apa) que vive en una pequeña ciudad, mientras explora la oscuridad oculta detrás de Riverdale de su imagen aparentemente perfecta.
El piloto fue transmitido por primera vez en el panel de Warner Bros. Television en San Diego Comic-Con International en julio de 2016.
Personajes principales:
Jughead Jones,
Archie Andrews,
Betty Cooper,
Cheryl Blossom,
Veronica Lodge.

## Argumento
Durante un verano lleno de acontecimientos, que incluye la trágica muerte de Jason Blossom en el Cuatro de Julio, Archie Andrews descubre su pasión por la música. Pronto comienza su segundo año, y el miedo de decepcionar a su padre, que quiere que se haga cargo del negocio familiar de construcción después de graduarse, expresa su amor por la música a Betty Cooper, su vecina dulce y su mejor amiga, que alberga su propio secreto - sus sentimientos por Archie -. Pero su vida personal y social está fuertemente controlada por su dominante madre Alice, que sigue siendo molesta y desconfiada después del colapso mental de su hija mayor y hermana de Betty, Polly y la admisión en un hogar de grupo, lo que Alice culpa la relación enfermiza y, a menudo tóxica de Polly con Jason.
Deseando encontrar una manera de seguir sus pasiones musicales, mientras que también juega para el equipo de fútbol americano de la escuela y el trabajo de su padre, Archie trata de convencer a su profesora de música, la señorita Grundy, para establecer un estudio privado con él; ella insiste en varias ocasiones que no deben estar solos, que recuerda a una aventura que los dos tuvieron durante el verano. Su relación se complica aún más con recuerdos de la pareja al escuchar disparos en el lago en la mañana que Jason murió, pero incapaz de decir a las autoridades, ya que revelaría su asunto ilegal.
Mientras tanto, Verónica Lodge, la hermosa hija del millonario Hiram Lodge, que se enfrenta a cargos de malversación, llega a la ciudad, capturando al instante sentimientos en Archie. Su madre Hermione, que salió con el padre de Archie, Fred en su juventud, intenta buscar trabajo con el negocio de Fred con el fin de ayudar con los gastos después de la detención de su marido, pero la rechaza con suavidad. A pesar de que un triángulo amoroso se está desarrollando, Betty y Verónica se convierten en amigas rápidamente, se unen cuando Verónica se levanta contra la hermana melliza de Jason, la vanidosa Cheryl Blossom, que puede o no puede estar ocultando un secreto concerniente a la muerte de su hermano.
El mejor amigo de Betty y Verónica, Kevin Keller piensa que Archie tiene sentimientos por Betty y la persuade de pedirle a Archie ir al baile - pero las cosas van mal cuando Archie, aún colgando a lo largo de su historia con la señorita Grundy, deja a Betty sentir vergüenza y rechazó cuando él no responde a sus confesiones de amor. Al sentir la tensión, Cheryl asegura a Archie, Betty y Verónica de ir a su fiesta después, donde, después de un juego de los Siete minutos en el Cielo, en el que Archie y Verónica sucumben a la atracción física entre sí y la hacen salir, Betty sale de la casa molesta. Archie intenta reconciliarse con ella, pero su relación sigue sin resolverse.
Más tarde esa noche, Kevin y Moose Mason tropiezan con el cuerpo de Jason por el lago, donde descubren que, contrariamente a las afirmaciones anteriores de Cheryl que se había ahogado, fue en realidad un disparo en la cabeza, sorprendiendo a los residentes de Riverdale. En el fondo, el ex-mejor amigo de Archie, Jughead Jones, empieza a escribir un libro sobre los acontecimientos del verano, incluyendo lo que sucedió entre los dos amigos.

## Personajes

### Principales
- KJ Apa como Archie Andrews
- Lili Reinhart como Betty Cooper
- Camila Mendes como Veronica Lodge
- Cole Sprouse como Jughead Jones
- Marisol Nichols como Hermione Lodge
- Madelaine Petsch como Cheryl Blossom
- Ashleigh Murray como Josie McCoy
- Mädchen Amick como Alice Cooper
- Luke Perry como Frederick "Fred" Andrews

### Recurrentes
- Ross Butler como Reggie Mantle
- Casey Cott como Kevin Keller
- Sarah Habel como Miss Grundy
- Lochlyn Munro como Hal Cooper
- Asha Bromfield como Melody Valentine
- Hayley Law como Valerie Brown

- Nathalie Boltt como Penelope Blossom
- Barclay Hope como Cliff Blossom
- Cody Kearsley como Marmaduke "Moose" Mason
- Colin Lawrence como Entrenador Clayton
- Tom McBeath como Smithers
- Caitlin Mitchell-Markovitch como Ginger Lopez
- Olivia Ryan Stern como Tina Patel
- Alvin Sanders como Pop Tate
- Trevor Stines como Jason Blossom
- Daniel Yang como Dilton Doiley

## Música
El 3 de febrero de 2017, WaterTower Music estrenó una selección de música del episodio The River's Edge interpretado con los miembros del reparto. Toda la música fue compuesta por Blake Neely.
| Track listing |                                |                                              |          |  |
| N.º           | Título                         | Intérprete(s)                                | Duración |  |
| 1.            | «The Song That Everyone Sings» | KJ Apa                                       | 3:46     |  |
| 2.            | «Fear Nothing»                 | Ashleigh Murray, Asha Bromfield & Hayley Law | 2:39     |  |
| 3.            | «All Through the Night»        | Ashleigh Murray, Asha Bromfield & Hayley Law | 2:37     |  |

## Continuidad
- Este es el primer episodio de la serie.
- Hiram Lodge es mencionado por primera vez.
- El episodio concluyó con una dedicación al productor JB Moranville quien murió tres meses antes del estreno.
- "The River's Edge" es nombrada por la película de 1957.
- Este episodio marca el primer beso de Veronica y Betty, al igual que Veronica y Archie.

## Desarrollo

### Producción
El 23 de octubre de 2014, se dio a conocer que Greg Berlanti y Roberto Aguirre-Sacasa estaban adaptando Archie para un piloto de televisión en el cual se interesó la cadena Fox. Sin embargo, el 10 de julio de 2015 se reveló que el proyecto estaba bajo desarrollo de The CW, ordenando la realización de un episodio piloto el 29 de enero de 2016.
El 12 de mayo de 2016, The CW escogió el piloto del proyecto para desarrollar una serie.

### Casting
El 9 de febrero de 2016 se reveló que Lili Reinhart y Cole Sprouse fueron elegidos para dar vida a Betty Cooper y Jughead Jones, respectivamente. El 24 de febrero, se dio a conocer que Luke Perry interpretaría a Fred Andrews, el padre de Archie. Así mismo, se dio a conocer que K.J. Apa sería el encargado de dar vida a Archie Andrews, Ashleigh Murray a Josie McCoy y Madelaine Petsch como Cheryl Blossom. Dos días más tarde se anunció que Camila Mendes fue contratada para interpretar a Verónica Lodge. El 3 de marzo, Marisol Nichols fue anunciada como la intérprete de Hermione Lodge, la madre de Verónica. Un día después, se dio a conocer que Mädchen Amick fue elegida para dar vida a Alice Cooper, la madre de Betty. El 11 de marzo, se anunció que Casey Cott fue contratado para interpretar a Kevin Keller, el primer personaje abiertamente gay en el cómic.

### Filmación
La producción del piloto se llevó a cabo desde el 14 de marzo hasta el 31 de marzo de 2016, el lugar de filmación se desarrolló en Vancouver, Columbia Británica.

## Recepción

### Calificaciones
En los Estados Unidos, el episodio recibió 0.5/2 por ciento entre los adultos entre las edades de 18 y 49, de todos los hogares, y el 2 por ciento de todos los que ven la televisión en el momento de la emisión. Fue visto por 1.38 millones de espectadores. Con Live+7 DVR visualizado en el factor, el episodio fue visto por 2.38 millones de espectadores y tuvo una calificación general de 0.9 en el 18–49 demográfico.

### Respuesta crítica
Joshua Yehl de IGN calificó el episodio de 8.5 sobre 10, afirmando que "Un misterioso piloto ejecutado bruscamente hace que Riverdale empiece con fuerza. Un misterio de asesinato desencadena todo tipo de drama dentro de una pequeña ciudad, intrigando a la gente con secretos oscuros. Precisamente, es una fiesta cambiante y, a veces, surrealista para los ojos. La trama peladuras de nuevo capas de este viejo pueblo retorcido uno a la vez, y si bien puede sentir un poco extraño viendo tales libertades que se toma con clásicos personajes, todo se hace con confianza e intención, es como si los showmakers llevaran una sonrisa diabólica mientras que la elaboración de este espectáculo, sabiendo que la audiencia también estaría llevando uno por el momento rollos de los créditos".
De The A.V. Club, LaToya Ferguson dio al episodio un grado "B +" y escribió: "Como episodio piloto, "Chapter One: The River’s Edge" hace el trabajo de hacer que el público quiera sentarse y observar a estos personajes semanalmente . Queda por ver si va a estar a la altura de sus muchas influencias, pero sin duda tiene mucho que hacer desde el principio."
Después de darle al episodio un 7.2 de 10, Kyle Fowle de Paste dijo: "En esencia, "Chapter One: The River’s Edge" no se siente exactamente como una representación apropiada de lo que obtendremos de una temporada completa de Riverdale, como los elementos procesales, como la revelación de que Archie y la Sra. Grundy escucharon un disparo en el bosque la mañana siguiente a su cita, apenas se dan a conocer aquí. Desde el resplandor de neón del restaurante, hasta los personajes enormes pero matizados".